# Palais des sports Damrémont
Pour les articles homonymes, voir Damrémont (homonymie).
Le palais des sports Damrémont, parfois appelé simplement salle Damrémont, est un complexe sportif situé au bord de la Liane, à l'ouest de la ville de Boulogne-sur-Mer (Pas-de-Calais).
Le centre omnisports est principalement connu pour sa salle de basket-ball où évolue le club de la ville, le SOMB Boulogne, actuellement en Nationale 1, et où évoluait l'ESSM Le Portel entre 2007 et 2014, alors en Pro B.

## Historique

### Construction et premiers aménagements
La salle est construite en 1973 et ouvre en 1974. En 1985, la toiture est rénovée. Un agrandissement de l'accueil est réalisé en 2005.

### Extension des années 2010

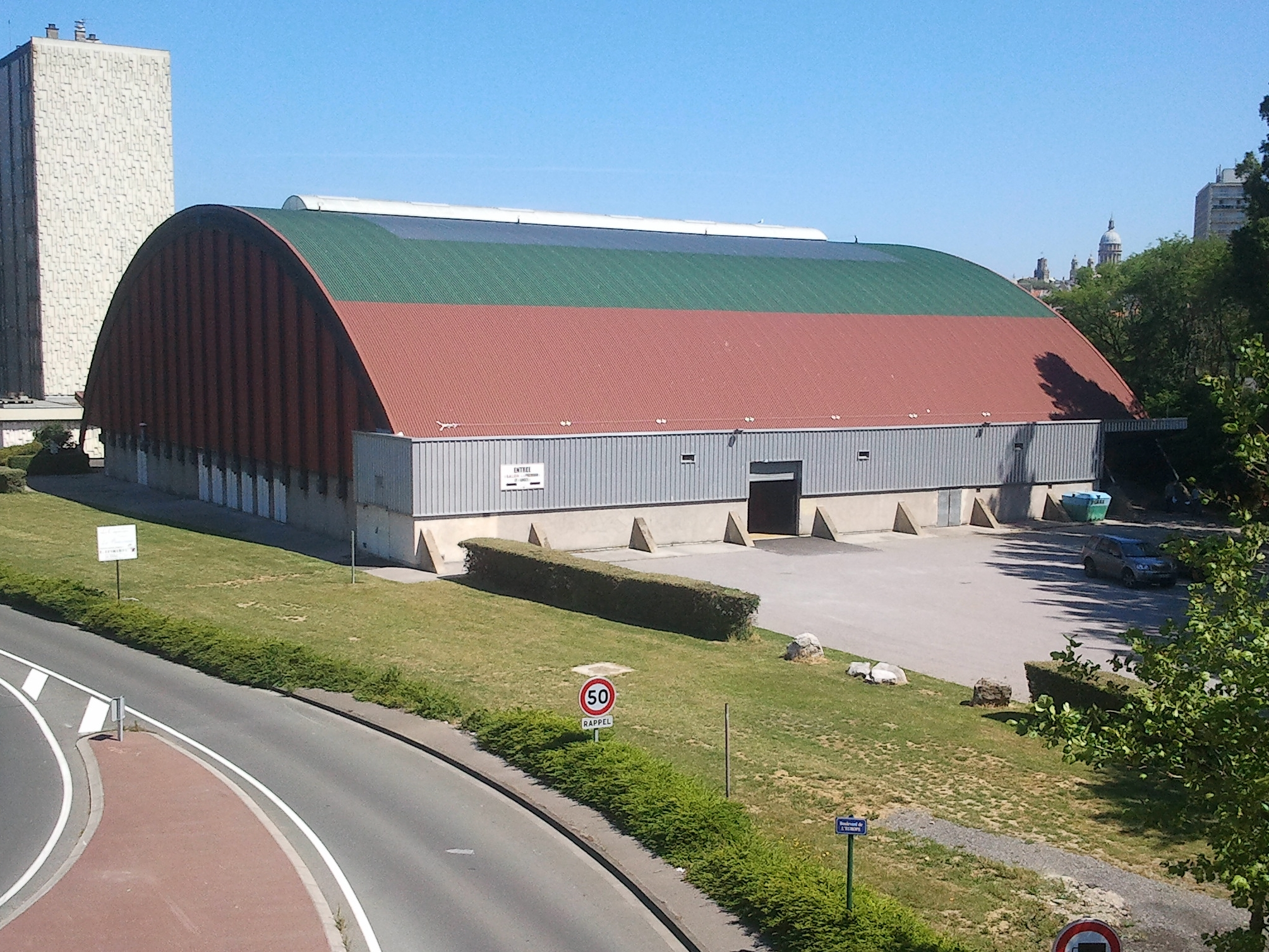
La salle Damrémont en 2014, avant son agrandissement.

Une première tranche de 6,9 millions d'euros prévoit la construction d'un vaste hall d'accueil (250 m2), d'espaces VIP, d'une salle de réception, d'un « gymnase » de quartier de 500 places (remplaçant la vétuste et dangereuse salle-annexe Marcourt du quartier Bréquerecque), d'espaces d'entrainement et d'une salle polyvalente (qui servirait au handball, volley, tennis, boxe et au judo en plus du basket) qui seront accolés à la salle d'origine. Une seconde tranche consiste à rénover et agrandir cette vieille salle, dont la capacité est juste pour une équipe professionnelle comme le SOMB, et clairement insuffisante pour une équipe de Pro A telle qu'elle était en 2014-2015.
Le chantier commence le 24 septembre 2015 avec la fermeture de la bretelle qui relie le boulevard Chanzy (à hauteur de la salle Damrémont) au viaduc Jean-Jacques Rousseau (entre Outreau-Le Portel et Bréquerecque),. Les travaux prennent ensuite plus d'un an de retard, à cause notamment des difficultés pour obtenir les fonds nécessaires (certains élus des communes alentour refusent que la communauté d'agglomération du Boulonnais investisse pour un projet qui ne profitera qu'à la ville de Boulogne-sur-Mer et qui fait doublon avec le Chaudron, nouvel équipement du Portel). Le chantier débute finalement en décembre 2016. L'entreprise Norlit (groupe Rabot Dutilleul) est chargée des travaux. La première tranche est inaugurée le 16 juin 2018, date à laquelle la « salle Damrémont » devient officiellement le « palais des sports Damrémont ».
La deuxième tranche, qui concerne l'agrandissement de la salle d'origine, est plus incertaine. Le nombre de places assises, en configuration basket, serait comprise entre 1 850 et 3 600, selon l'évolution de la situation du club,,. Le nombre de places, en configuration spectacle, serait de 4 100, mais il se peut que l'organisation de spectacles soit simplement arrêtée salle Damrémont pour ne se consacrer qu'au sport (un projet de salle de spectacle étant par ailleurs prévu par la mairie près de la gare maritime).

## Événements

### Basket-ball
L'équipe de basket-ball professionnel de Boulogne-sur-Mer, le Stade olympique maritime boulonnais (SOMB), qui évolue en Pro B (et dans l'élite du basket-ball français, la Pro A, durant la saison 2014-2015) dispute ses matchs à domicile salle Damrémont. 
L'Étoile Sportive Saint-Michel (ESSM), équipe de Pro B basée au Portel, commune voisine de Boulogne, dispute de 2007 à 2014 ses matchs dans la même salle que le SOMB faute de salle homologuée par la fédération. Lors la montée du SOMB en Pro A en 2014, la salle Damrémont est réservée à ce club et l'ESSM est contraint de jouer dans la salle des sports du lycée Giraux-Sannier jusqu'à l'ouverture du Chaudron, nouvelle salle de 3 500 places au Portel, inaugurée en novembre 2015. 

### Autres sports
La salle accueille d'autres sports :
- Boxe
- Judo
- Musculation
- Karaté - Krav-maga

### Spectacles et concerts
La salle accueille également de nombreux spectacles et concerts.